# Unión Explosivos Río Tinto
La Unión Explosivos Río Tinto (ERT o UERT) fue un conglomerado empresarial español que estuvo activo entre 1970 y 1989. En su momento constituyó el principal grupo empresarial español por tamaño y activos, y llegó a controlar una red de empresas que abarcaba más de cuarenta sociedades filiales. 
El grupo ERT, nacido en 1970, estuvo presente en numerosos sectores de la economía: minería, metalurgia, industria química, industria petroquímica, explosivos, etc. En sus inicios llegó a contar con una plantilla compuesta por 14 000 empleados, así como una red de instalaciones, factorías y centros de producción que se extendía por todo el país. Durante la década de 1970, el grupo Explosivos Río Tinto emprendió una diversificación del negocio que le llevó a tener presencia en los sectores inmobiliario, farmacéutico, editorial, etc. Esto se realizó a través de empréstitos y de un importante endeudamiento. En 1989, tras haber atravesado una etapa de crisis debido a los problemas que atravesaban sus finanzas, ERT se integró en el holding Ercros.

## Historia

### Orígenes y creación
Unión Explosivos Río Tinto nació en julio de 1970 a partir de la fusión de Unión Española de Explosivos (UEE) y la Compañía Española de Minas de Río Tinto (CEMRT). En el momento de su creación, UERT constituía el mayor grupo empresarial de España, contando con un capital social de 2600 millones de pesetas y con participación en varias empresas filiales. La cúpula de Explosivos Río Tinto estaba compuesta por personalidades como Ignacio Herrero, Javier Benjumea Puigcerver o Leopoldo Calvo-Sotelo, ostentando este último el puesto de consejero delegado. La principal base financiera del grupo estuvo sustentada por dos entidades que ya habían intervenido años antes en el establecimiento de la CEMRT: el Banco Urquijo y el Banco Hispano Americano. El capital extranjero también contaba con una presencia destacada en el negocio. La angloaustraliana Rio Tinto-Zinc Corporation tenía una participación autorizada del 13,8 % en las acciones del grupo UERT.

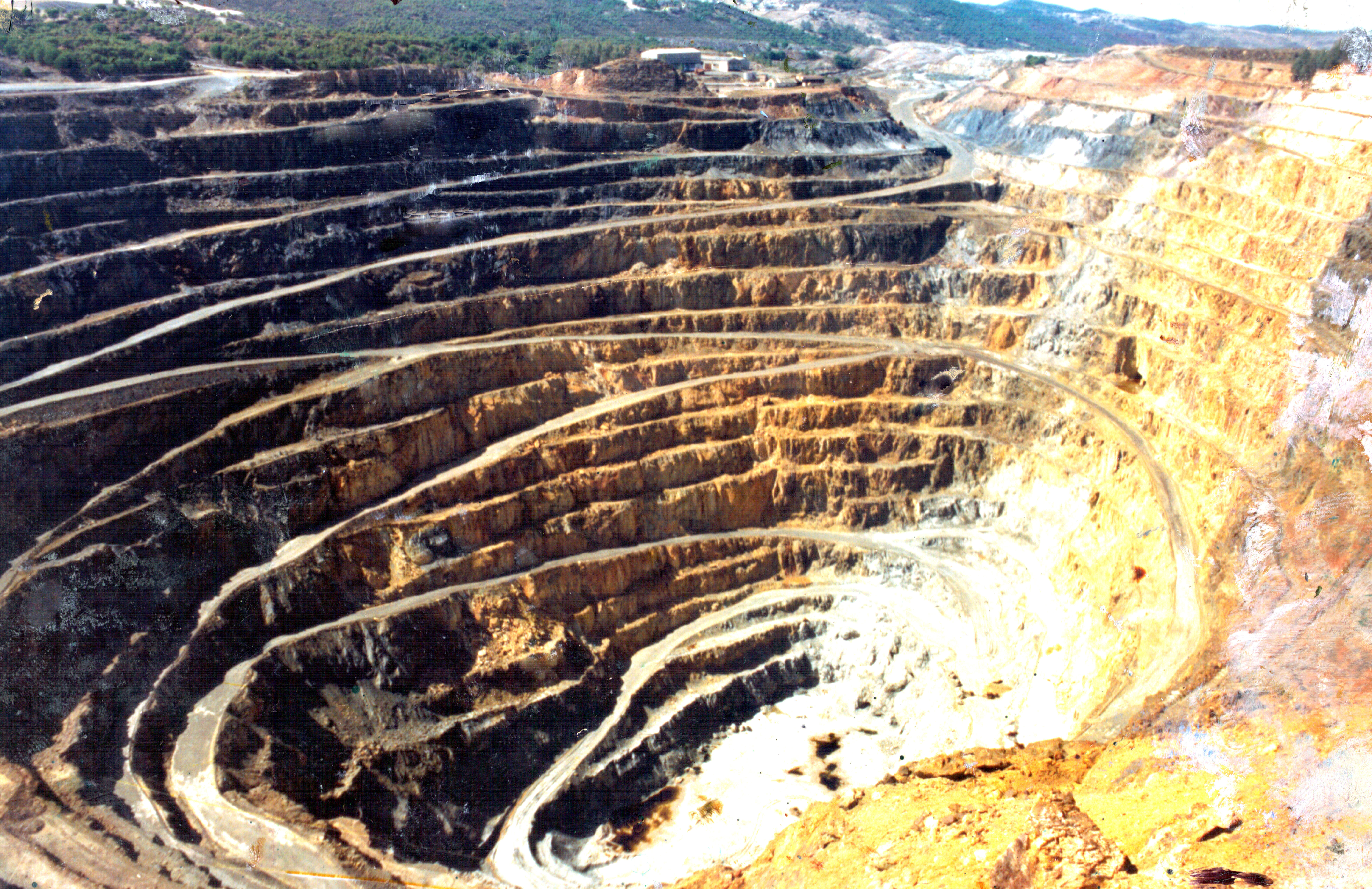
Explotación de Corta Atalaya, en las Minas de Riotinto (c. 1980).

El nuevo grupo empresarial estuvo presente en un gran número de sectores: industria química y petroquímica, fabricación de explosivos industriales y militares, elaboración de fertilizantes y superfosfatos, minería, etc. Disponía de una plantilla de más de 9000 trabajadores propios y otros 5000 de empresas filiales. Buena parte de sus actividades se desarrollaban en el Polo químico de Huelva y en la cuenca minera de Riotinto-Nerva, donde también operaba una línea férrea de vía estrecha que enlazaba las minas de Riotinto con el puerto de Huelva. En la provincia de Vizcaya poseía varios centros de producción de explosivos. También contaba con una red de fábricas en Madrid, Sevilla, Málaga, Guardo o Cartagena, y controlaba las minas de Cardona. Así mismo, ERT tenía presencia en varias empresas filiales: la minera Río Tinto Patiño, encargada de operar la línea del cobre en la zona de Riotinto; la petroquímica Rio Gulf Corporation, que estaba a cargo de las actividades en la refinería de La Rábida; o Abonos Complejos del Sureste, una empresa de fertilizantes que había constituido en Cartagena con la estatal REPESA.
ERT también estaba estrechamente ligado a la Sociedad Española de Construcciones Electromecánicas (SECEM), a cuya factoría de Córdoba suministraba mineral de cobre para su posterior tratamiento metalúrgico. Reflejo de ello, es el hecho de que para 1972 la filial Río Tinto Patiño poseía un 40,5 % del capital de SECEM.

### Los años de expansión
A partir de 1970, tras haber consolidado sus clientes y su situación financiera, el grupo Explosivos Río Tinto acometió una expansión de sus actividades en la cuenca minera de Riotinto-Nerva. Se procedió a ampliar las labores de extracción de pirita en la emblemática Corta Atalaya al tiempo que Río Tinto Patiño puso en marcha la explotación masiva del yacimiento de Cerro Colorado. Así mismo, entraron en servicio nuevas instalaciones industriales: en el polo químico de Huelva se puso en marcha una nueva fundición de cobre, mientras que en Riotinto se construyeron una planta de concentración de cobre y una planta para la obtención de metales preciosos. Este crecimiento estuvo estrechamente ligado al desarrollo de la industria española de fertilizantes, que en esos años empezó a absorber la producción de pirita y otros minerales. Este fue el caso de Fosfórico Español, empresa con gran presencia en Huelva que estaba dedicada a la producción de ácido fosfórico.

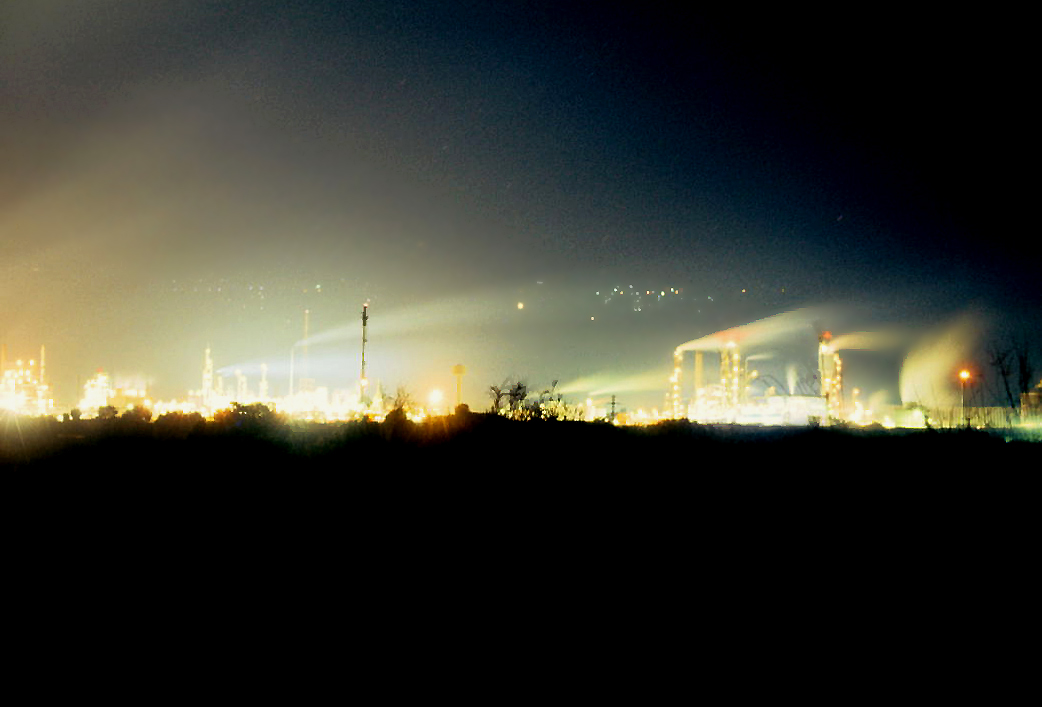
Vista nocturna de las instalaciones petroquímicas de La Rábida, 1986.

La UERT diversificaría sus actividades hacia otros sectores dentro de lo que se acabaría conociendo como el grupo Explosivos Río Tinto. En esa línea, inició un proceso de expansión que la llevó a controlar empresas de alimentación como Alimentos Unión, editoriales como Labor o Guadarrama, armamentísticas como Esperanza y Compañía, farmacéuticas como la Compañía Española de Penicilina y Antibióticos, químicas como Fertiberia o Nitrastur, etc. Dentro del sector petroquímico, el grupo ERT tuvo participación en sociedades como Petróleos del Norte, la Empresa Nacional de Petróleos de Tarragona o la Empresa Nacional de Petróleos. En la cuenca de Riotinto reorganizó sus actividades y en 1978 creó una nueva filial, Río Tinto Minera, que quedaría a cargo de la extracción de piritas. Por su parte, las actividades del Polo químico de Huelva se especializaron y quedaron a cargo de diversas filiales, como Ertisa, Odiel Química o Titanio.
El grupo empresarial también tuvo una presencia en el negocio inmobiliario. ERT continuaba así la política ya iniciada en este sector por sus predecesoras, de las cuales había heredado un considerable patrimonio que se extendía por toda la geografía española. Durante la década de 1970 compró numerosos terrenos por todo el país mediante grandes inversiones y fomentó varios proyectos urbanísticos. En Madrid fue uno de los promotores del complejo AZCA, y de algunos edificios singulares como la torre Picasso. Intervino asimismo en el proyecto de derribo y reedificación de la Colonia Maudes o en la promoción de un parque empresarial en Pozuelo de Alarcón. También estuvo tras el desarrollo de promociones turísticas: en Punta Umbría impulsó la edificación de los terrenos costeros (El Portil), mientras que en la isla de Lanzarote levantó la urbanización Costa Teguise —que incluía un hotel de cinco estrellas—. Los proyectos inmobiliarios no se limitaron solo al territorio español, ya que también alcanzaron a Portugal. Como resultado de estas actividades, el grupo Explosivos Río Tinto tuvo participación en sociedades como Inmobiliaria Prado Alameda (Madrid), Nueva Umbría (Huelva) o Urbanizadora da Praia do Sol (Lisboa).
Todo este crecimiento se llevó a cabo aprovechando un contexto económico favorable, en el cual imperaban los créditos baratos, lo que llevó a que ERT emprendiera todas estas operaciones expansivas a base de numerosos empréstitos. También se recibieron ayudas públicas por parte de la administración. Como resultado de todo ello, se produjo un importante apalancamiento en las finanzas del grupo que continuaría en ascenso durante el resto de la década de 1970. Para 1983 el conglomerado ERT controlaba cuarenta y seis empresas, con un valor total de 30 000 millones de pesetas.

### Guerra Irán-Irak
Durante el transcurso de la guerra Irán-Irak (1980-1988), el grupo ERT estuvo implicado en la venta de importantes partidas de armamento a ambos contendientes mediante intermediarios y terceros países. Se da la circunstancia de que las autoridades españolas habían impuesto a las empresas nacionales la prohibición de exportar armas a los dos bandos en guerra, en línea con la postura de neutralidad que oficialmente adoptó el país. A pesar de las restricciones oficiales, tanto la matriz Explosivos Río Tinto como las filiales Explosivos Alaveses (Expal) o Esperanza y Cía suministraron a Irán desde proyectiles para piezas de artillería de 105 y 155 milímetros hasta granadas para mortero de 81 y 120 milímetros. En el caso de Irak, el grupo Explosivos Río Tinto vendió a este país diverso material bélico, cuya cuantía alcanzó un valor de 165 millones de pesetas en el año 1982. Hay evidencias de que Explosivos Alaveses también habría suministrado bombas de fósforo a las autoridades de Bagdad.

### Los años de crisis
Explosivos Río Tinto constituía a comienzos de la década de 1980 el primer grupo empresarial español en volumen de ventas. Para 1982, ERT se situaba en el vigésimo cuarto puesto del índice europeo del sector industrial químico. Sin embargo, la importante expansión de negocio se había realizado a costa de un considerable endeudamiento, lo que agravó seriamente la situación financiera de todo el grupo empresarial. Otro factor que influyó en esta deriva fue la grave crisis que azotaba a la economía española durante esos años, con un gran encarecimiento del precio de las materias primas. Ante la deuda acumulada y el apalancamiento financiero, los bancos rechazaron seguir dando liquidez, decisión que colocó al grupo ERT al borde de la suspensión de pagos.

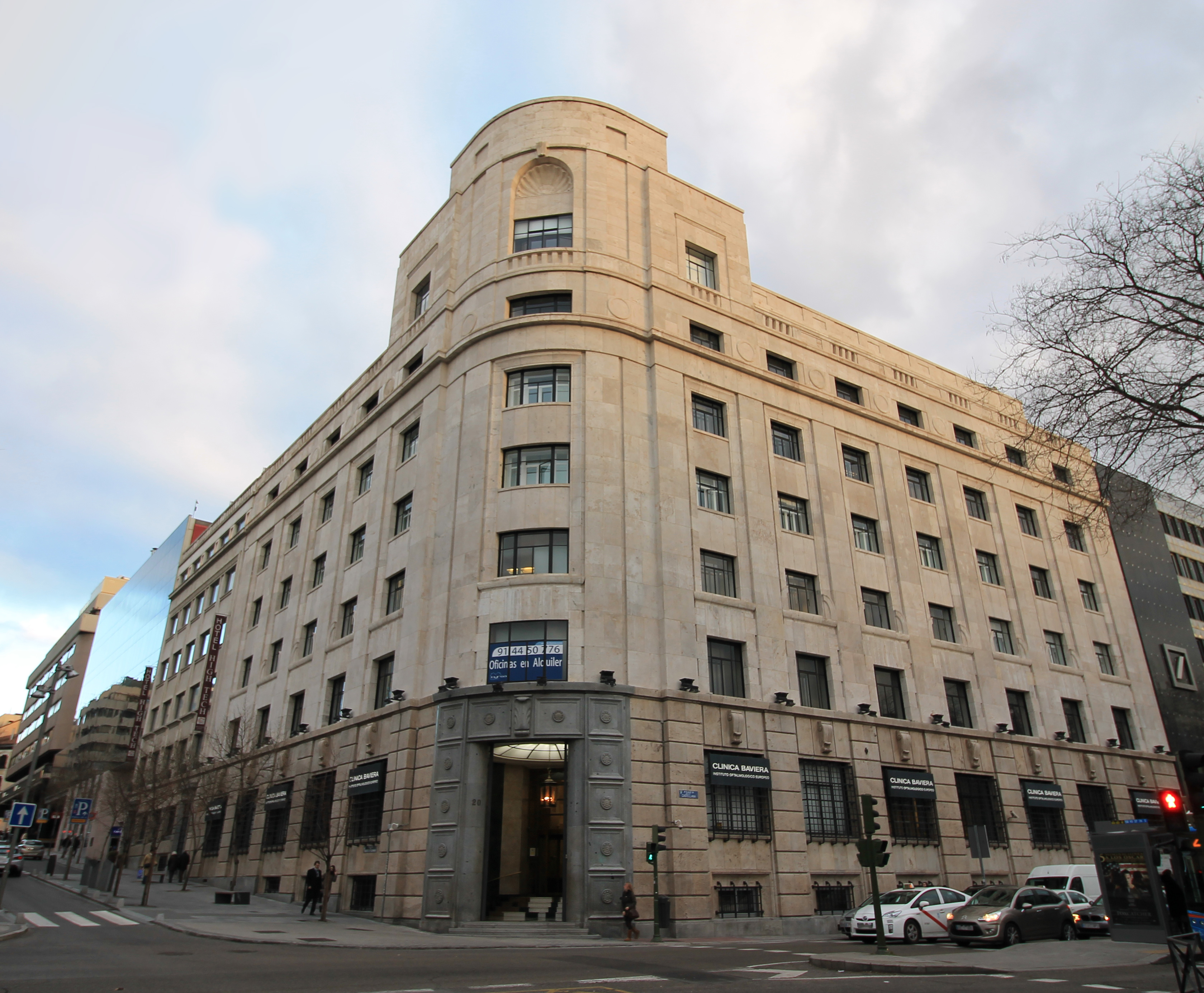
Sede social de ERT en el n.º 20 del paseo de la Castellana de Madrid.

La grave crisis que atravesaba el principal grupo empresarial español de la época (y las implicaciones que esto tenía para la economía) llevó a que el Estado tomase cartas en el asunto. Por sugerencia del entonces ministro de Industria, Carlos Solchaga, a comienzos de 1983 se designó al ingeniero industrial José María Escondrillas como nuevo presidente de ERT. Bajo su presidencia se puso en marcha un plan de recuperación para dar viabilidad al negocio. Ante las dificultades existentes para refinanciar su deuda con los bancos y obtener liquidez, se apostó por una estrategia de desinversión general que incluyó la venta de una parte de las empresas filiales. La división inmobiliaria de ERT, origen de una parte importante de la deuda que acumulaba el grupo, terminaría siendo liquidada mediante la venta de hoteles, terrenos y solares. La división de fertilizantes fue sometida a una profunda reorganización debido a la crisis que atravesaba el sector en aquellos años.
La estrategia de desinversiones y recorte de gastos también afectó a la división minera. La filial Río Tinto Minera había ampliado las labores de extracción en Riotinto desde finales de la década de 1970, al tiempo que ponía en explotación los depósitos de caolín y mica localizados en la localidad coruñesa de Vimianzo. Sin embargo, las previsiones de negocio en Riotinto para la década de 1980 no se acabaron cumpliendo y la empresa debió afrontar importantes pérdidas. La dirección optó por recortar costes, lo que llevaría al cierre del ferrocarril minero y de la línea de producción del cobre. También se tomó la decisión de reducir drásticamente la plantilla obrera en Riotinto para reducir gastos. La medida provocó numerosas movilizaciones que desembocarían en una huelga general en septiembre de 1986.

### Desaparición
El plan de ajustes emprendido por la dirección de Explosivos Río Tinto consiguió dar viabilidad al negocio, pero no logró eliminar la abultada deuda del grupo. Paralelamente, tras la adhesión de España a la Comunidad Económica Europea en 1985, se empezó a promover una política de concentración empresarial en determinados sectores con el fin de aumentar la competitividad ante el nuevo panorama económico. En este contexto, para finales de la década de 1980 la sociedad anónima Cros —situada en la órbita del grupo KIO— se había convertido en el principal accionista de ERT. En 1988 los nuevos socios forzaron la salida de Escondrillas de la presidencia del grupo y la adopción de una nueva estrategia de negocio. Las dos sociedades acordaron unificar los activos de sus divisiones de fertilizantes en una sola empresa, que serviría de base para la creación de Fesa-Enfersa. Con ello se inició un proceso que culminaría en 1989 con la fusión de ERT y Cros, dando lugar al holding Ercros.

## Fondos archivísticos
En la actualidad, una parte de los fondos documentales del grupo Explosivos Río Tinto se encuentran bajo custodia del Archivo Histórico Minero de la Fundación Río Tinto. Este organismo privado atesora el conjunto de fondos documentales generados por las distintas empresas que han operado en la cuenca minera de Riotinto-Nerva durante los siglos XIX y XX, como es el caso de la Rio Tinto Company Limited, entre otras. En los archivos de la empresa Ercros, heredera de Unión Explosivos Río Tinto, también se conserva documentación del grupo ERT.

## Filiales y empresas asociadas
A la altura de 1988 el grupo ERT controlaba o tenía presencia en las siguientes sociedades:
| Nombre                                      | Acrónimo    | % en propiedad | Área                              |
| ------------------------------------------- | ----------- | -------------- | --------------------------------- |
| Tránsito y Almacenes S.A.                   | TRACENES    | 100 %          | Logística/División agroquímica    |
| Marítima de Fertilizantes S.A.              | FERTIMAR    | 87,5 %         | Logística/División agroquímica    |
| Auxiliar de Transportes Marítimos S.A.      | AUXTRAMARSA | 75 %           | Logística/División agroquímica    |
| Liquid Carbonic de España S.A.              | —           | 25 %           | División agroquímica              |
| Nitratos Asturianos S.A.                    | NITRASTUR   | 65 %           | División agroquímica              |
| Tráfico de Mercancías S.A.                  | TRAMER      | 54 %           | Logística/División agroquímica    |
| Fosfórico Español S.A.                      | FESA        | 50 %           | División agroquímica              |
| Abonos Complejos del Sureste S.A.           | ASUR        | 50 %           | División agroquímica              |
| Comercial de Potasa S.A.                    | COPOSA      | 50 %           | División agroquímica              |
| Nitratos de Castilla S.A.                   | NICAS       | 44,2 %         | División agroquímica              |
| Danex Overseas Ltd.                         | —           | 100 %          | División de explosivos            |
| Río Blast S.A.                              | —           | 96,5 %         | División de explosivos            |
| Talleres Biabi S.A.                         | —           | 55 %           | División de explosivos            |
| Explosivos de Burgos S.A.                   | EDB         | 100 %          | División de explosivos            |
| Explosivos Alaveses S.A.                    | EXPAL       | 100 %          | División de explosivos            |
| Explosivos da Trafaria SARL                 | —           | 24 %           | División de explosivos            |
| Industrias Químicas de Altos Explosivos     | IQAES       | 42 %           | División de explosivos            |
| Esperanza y Compañía S.A.                   | ECIA        | 40 %           | División de explosivos            |
| Sistemas y Tecnología S.A.                  | SITECSA     | 100 %          | División de explosivos            |
| Cía. Española de Programas S.A.             | —           | 60 %           | División de explosivos            |
| Unión Peruana de Explosivos S.A.            | UPEX        | 52,9 %         | División de explosivos            |
| Forjas Extruidas S.A.                       | FOREXSA     | 25 %           | División de explosivos            |
| Metalúrgica de Extrusiones S.A.             | MEXSA       | 25 %           | División de explosivos            |
| Farmiberia S.A.                             | —           | 99,9 %         | División farmacéutica             |
| Cía. Española de Penicilina y Antibióticos  | CEPA        | 99,9 %         | División farmacéutica             |
| Instituto de Farmacología Española S.A.     | IFE         | 99,9 %         | División farmacéutica             |
| Ertisa S.A.                                 | ERTISA      | 100 %          | División petroquímica             |
| Productos Bituminosos S.A.                  | PROBISA     | 30,2 %         | División petroquímica             |
| Distribuidora de Productos Plásticos S.A.   | DISTIPLAS   | 100 %          | División de polímeros y plásticos |
| Compañía Auxiliar de Voladuras S.A.         | CAVOSA      | 90 %           | División de minería               |
| Promotora de Minas de Carbón S.A.           | PMC         | 66,6 %         | División de minería               |
| Río Tinto Minera S.A.                       | RTM         | 49 %           | División de minería               |
| Caolines de Vimianzo S.A.                   | CAVISA      | 49 %           | División de minería               |
| Estudios y Proyectos Mineros S.A.           | EPM         | 45 %           | División de minería               |
| Ciudad 2000 S.A.                            | —           | 100 %          | División de servicios             |
| Servicios Inmobiliarios y Turísticos S.A.   | SERITUR     | 100 %          | División de servicios             |
| Urbanizadora da Praia do Sol S.A.           | URPRASOL    | 100 %          | División de servicios             |
| ERT Consultores S.A.                        | —           | 100 %          | División de servicios             |
| Inmunología y Genética Aplicada S.A.        | —           | 92,7 %         | División de servicios             |
| Canarias Explosivos S.A.                    | CESA        | 89,1 %         | División de servicios             |
| Comercial Química Canaria S.A.              | COQUICSA    | 75 %           | División de servicios             |
| Española de Investigación y Desarrollo S.A. | ESPINDESA   | 50 %           | División de servicios             |
| Prado Alameda S.A.                          | —           | 100 %          | División de servicios             |
| Soquimes S.A.                               | —           | 50 %           | División de servicios             |
| Nueva Umbría S.A.                           | NUSA        | 71,9 %         | División de servicios             |